# HMS Vanguard (S28)
HMS Vanguard (S28) je raketonosná ponorka Britského královského námořnictva. Jedná se o první ponorku třídy Vanguard.

## Stavba
Stavba ponorky Vanguard byla zahájena v září 1986 v britské loděnici Vickers Shipbuilding and Engineering. Roku 1992 byla ponorka spuštěna na vodu a dne 14. srpna 1993 byla Vanguard přijata do služby.

## Výzbroj

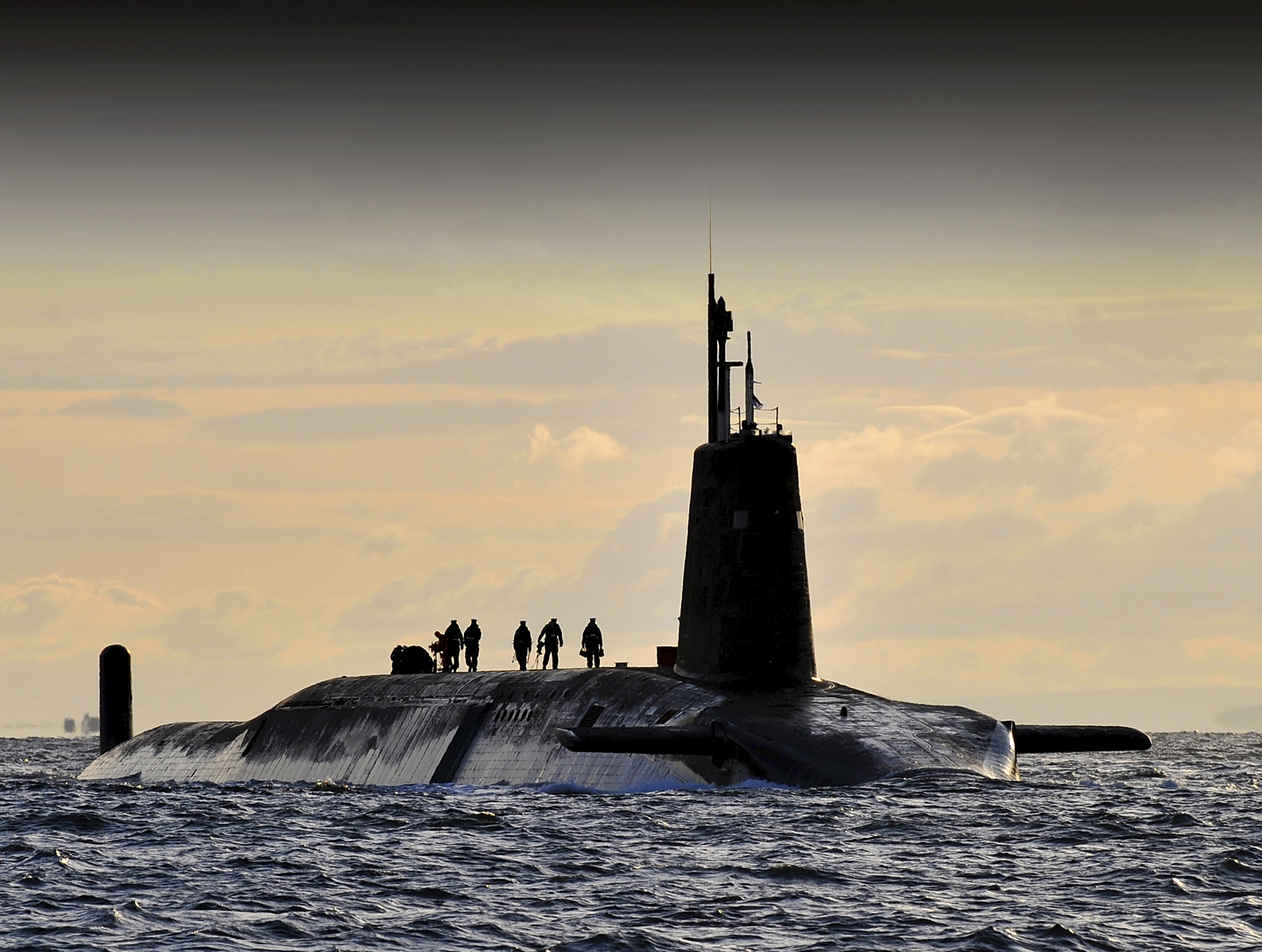
HMS Vanguard u britské základny HM Naval Base Clyde ve Skotsku

Vanguard je vybavena šestnácti sily, které slouží pro odpalování balistických střel UGM-133 Trident II s doletem až 11 000 km. Dále je ponorka vyzbrojena čtyřmi 533mm torpédomety pro torpéda Spearfish.